# Glorious (Natalie Imbruglia)
Glorious è un singolo della cantante australiana Natalie Imbruglia, pubblicato il 27 agosto 2007 come unico estratto dall'unico album di raccolta Glorious: The Singles 97-07.

## Tracce
Singolo internazionale
1. Glorious – 3:25
2. That Girl

## Classifiche
| Classifica (2007) | Posizione raggiunta |
| ----------------- | ------------------- |
| Belgio (Fiandre)  | 60                  |
| Belgio (Vallonia) | 60                  |
| Bulgaria          | 35                  |
| Irlanda           | 50                  |
| Italia            | 9                   |
| Regno Unito       | 23                  |
| Repubblica Ceca   | 53                  |
| Svizzera          | 92                  |
| Ucraina           | 97                  |